# William Vandivert
William „Bill“ Vandivert (* 16. srpna 1912 Evanston, Illinois, USA – 1. prosince 1989) byl americký fotograf a spoluzakladatel agentury Magnum Photos.

## Život a dílo
Narodil se 16. srpna v americkém Evanstonu. Od roku 1928 do roku 1930 studoval chemii na Beloit College a v letech 1930–1935 studoval na Art Institute v Chicagu. Od roku 1935 začal fotografovat; kromě jiného pro chicagský Herald Examiner. O něco později působil jako stálý zaměstnanec pro magazín Life. V prosinci 1938 se přesunul do Londýna, kde pracoval pro evropskou pobočku Life. Do roku 1945 podával zprávy z druhé světové války v Evropě. Přitom se potkal s fotografem Robertem Capou, který jej získal pro myšlenku nezávislé fotografické agentury. Vandivert opustil magazín Life v roce 1946.

### Agentura Magnum
Na jaře roku 1947 založil společně se svou manželkou Ritou Vandivert, s Robertem Capou, Davidem Seymourem (Chimem), Henrim Cartier-Bressonem a Georgem Rodgerem fotografickou reportážní agenturu Magnum Photos, která se stala pověstnou institucí zaměstnávající mnohé velké talenty. Magnum dodávalo pro světový tisk aktuální reportážní fotografie.
Bill Vandivert s manželkou Ritou opustili Magnum Photos v následujícím roce po založení. Bill se začal věnovat vlastní kariéře volného fotografa. Jsou známé také jeho fotografie přírody.